# Cmp (유닉스)
cmp는 유닉스 계열 운영 체제를 사용하는 컴퓨터 시스템에 대한 명령 줄 유틸리티이다. 이는 모든 종류의 두 개의 파일을 비교하고 그 결과물을 표준 출력에 쓴다. 기본값으로 만약 파일들이 같다면 cmp은 실행되지 않는다. 파일들이 서로 다르다면, 다른 점이 발견된 최초 지점의 바이트와 문자열 숫자를 알려준다.

## 전환
cmp은 다음과 같은 전환들의 사용으로 인해 권한이 지정된다. (긴 버전들은 괄호 안에 있다):
- -b (--print-bytes) - 다른 바이트들을 출력한다.
- -i SKIP (--ignore-initial=SKIP) - 입력어의 최초 SKIP 바이트들을 건너뛴다.
- -i SKIP1:SKIP2 (--ignore-initial=SKIP1:SKIP2) - FILE1의 최초 SKIP1 바이트와 FILE2의 최초 SKIP2 바이트를 건너뛴다.
- -l (--verbose) - 모든 다른 바이트들의 바이트 숫자들과 가치들을 출력한다.
- -n LIMIT (--bytes=LIMIT) - 기껏해야 LIMIT 바이트에서 비교한다.
- -s (--quiet --silent) - 아무것도 출력하지 않는다; 출구 상태만을 산출한다.
- -v (--version) - 출력 버전 정보
- --help - help 파일을 출력한다.

## 반환값
- 0 - 파일들이 동일하다
- 1 - 파일들이 다르다
- 2 - 접근할 수 없거나 없어진 인수

## 같이 보기
- 파일 비교 도구의 비교 (en)
- 유닉스 명령어 목록